# Charles-August Mengin

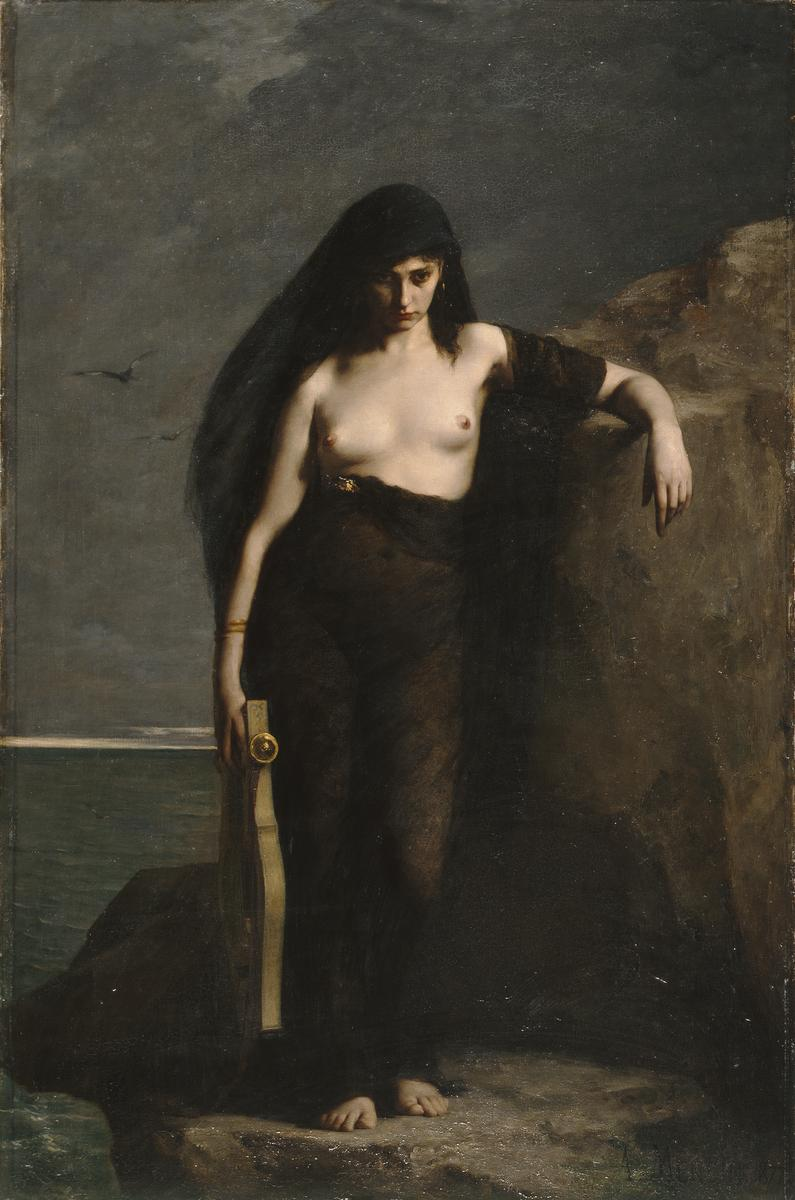
Sappho, 1877. Manchester Art Gallery, UK

Charles-August Mengin (* 5. Juli 1853 in Paris; † 3. April 1933 ebenda) war ein  französischer Bildhauer und Maler des akademischen Realismus. Er war ein Schüler von Alexandre Cabanel. 
1876 stellte er erstmals seine Werke auf dem Pariser Salon aus und war bis 1927 regelmäßig dort vertreten. Seine Bilder werden erst in jüngster Zeit wiederentdeckt und neu bewertet, mit einer berühmten Ausnahme: Sappho von 1877. Das düster-erotische Bild zeigt sie mit Kithara kurz vor dem Sprung von einem lefkadischen Felsen. Seit 1884 befindet es sich in der Sammlung der Manchester Art Gallery.